# Chiajna
Chiajna es una comuna situada en el suroeste del distrito de Ilfov, Rumania, al oeste de la capital, Bucarest. Se compone de tres localidades: Chiajna, Dudu y Roşu. En 2002 contaba con 8.009 habitantes.